# Multipolární neuron

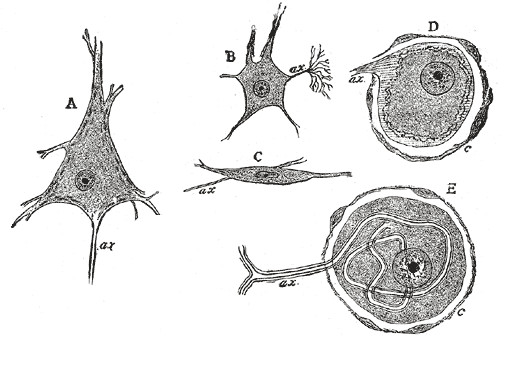
Multipolární neuron

Multipolární neuron je hvězdicovitý neuron, z jehož somy vystupuje několik dendritů a jeden axon, takže je schopen integrovat informace z mnoha okolních neuronů. Jedná se o nejběžnější typ neuronu (motorický neuron a interneuron).